# Sylviornis neocaledoniae
Sylviornithidae, Sylviornis
Famille
Genre
Espèce
Sylviornis neocaledoniae est l'une des espèces d'oiseaux géants éteints du fait de leur chasse par l'Homme. Cette espèce, proche des actuels mégapodes, n'est connue que par ses ossements fossiles ou subfossiles. Elle a vécu jusqu'à il y a environ 1 000 ans en Nouvelle-Calédonie. Elle a disparu peu après la colonisation de l'île par les ancêtres des Kanaks actuels. Ces oiseaux géants, incapables de voler, semblent avoir été faciles à chasser.

## Description

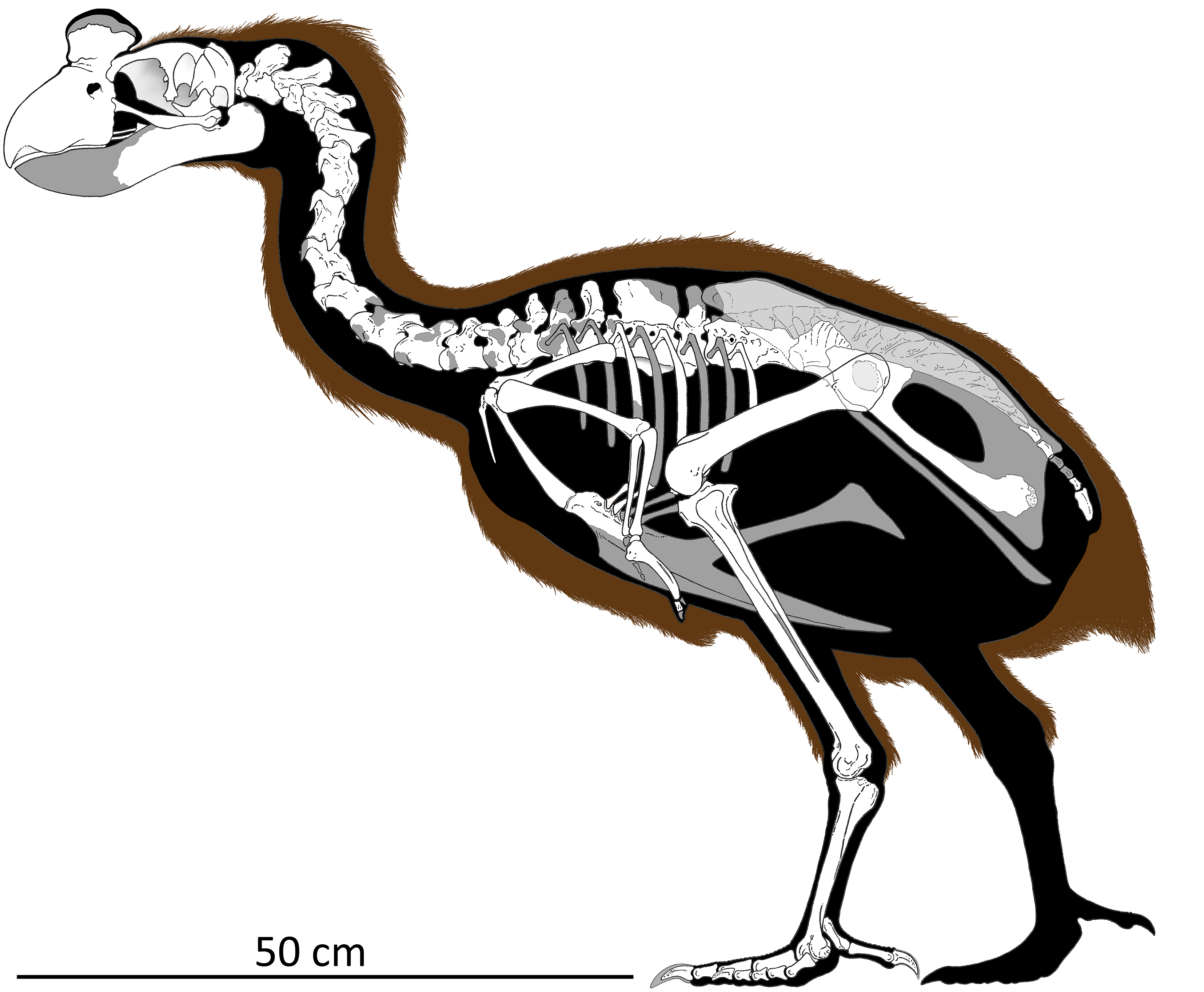
Reconstruction squelettique pour Sylviornis neocaledoniae dans une pose de repos.
Les parties squelettiques manquantes sont estimées (os ombragés), le bassin étant basé sur les proportions de Leipoa ocellata. La rhamphothèque du bec n'est pas reconstruite afin de ne pas masquer la morphologie squelettique sous-jacente.

Sylviornis neocaledoniae mesurait 1,70 m du bec à la queue, pour une masse avoisinant probablement les 30 kg tandis que d'autres sources lui donnent une hauteur comprise entre 1,20 m et 1,60 m pour un poids maximal de 40 kg.
Il possède un crâne très large et d'un bec surmonté d'une protubérance osseuse. Les pattes de ces oiseaux comportent quatre doigts pourvus de griffes.
Les oiseaux du genre Sylviornis auraient construit plus de 400 monticules de terre, appelés « tumuli » en Nouvelle-Calédonie, mesurant de 10 à 50 m de large et de 50 à 80 cm de haut, pour y incuber ses œufs. Le matériel, collecté dans les environs immédiats, est composé de petites pierres, de terre et d'une sorte de ciment,. Toutefois, cette hypothèse est désormais remise en cause entre autres car le plus grand gisement de restes osseux (dont ceux d'un véritable mégapode Megapodius molistructor) se situe dans une zone de grottes hébergeant très peu de tumuli,.

## Taxonomie
Le nom valide complet (avec auteur) de ce taxon est Sylviornis neocaledoniae Poplin, 1980.
La classification des Sylvionis a évolué dans le temps. D'abord considérés comme des mégapodes, les oiseaux de cette espèce sont considérés désormais plus proches des ratites ou des galliformes. Depuis 2016, le genre Sylviornis est classé parmi l'ordre des galliformes par Worth et al..